# Round Rock, Arizona
Round Rock je naseljeno područje za statističke svrhe u američkoj saveznoj državi Arizona. Prema popisu stanovništva iz 2010. u njemu je živjelo 789 stanovnika.